# Tim Farron
Timothy James (Tim) Farron (ur. 27 maja 1970 w Preston) – brytyjski polityk, deputowany do Izby Gmin, od 2015 do 2017 lider Liberalnych Demokratów.

## Życiorys
Kształcił się w Lostock Hall Community High School oraz w Runshaw College. W wieku 16 lat wstąpił do Partii Liberalnej, współtworzącej dwa lata później ugrupowanie Liberalnych Demokratów. Studiował nauki polityczne na Newcastle University. Był przewodniczącym Newcastle University Union i członkiem zarządu National Union of Students.
Pracował w szkolnictwie wyższym, m.in. jako menedżer w St Martin's College. Był radnym dystryktu South Ribble i radnym hrabstwa Lancashire. W 1992, 1997 i 2002 bezskutecznie kandydował w różnych okręgach do Izby Gmin. W 2005 po raz pierwszy uzyskał mandat deputowanego do Izby Gmin w okręgu wyborczym Westmorland and Lonsdale. Z powodzeniem ubiegał się o reelekcję w 2010, 2015, 2017, 2019 i 2024.
W 2010 wygrał wybory na honorową funkcję przewodniczącego Liberalnych Demokratów. Gdy po słabym wyniku partii w wyborach do parlamentu brytyjskiego w 2015 z funkcji lidera zrezygnował Nick Clegg, Tim Farron zdecydował się ubiegać o tę funkcję. 16 lipca 2015 został nowym liderem swojego ugrupowania, pokonując Normana Lamba. 14 czerwca 2017 ogłosił swoją rezygnację z kierowania Liberalnymi Demokratami, motywując to niemożnością pogodzenia swoich przekonań religijnych z programem partii. 20 lipca 2017 zastąpił go Vince Cable.